# Agrochola schreieri
Agrochola schreieri is een vlinder uit de familie uilen (Noctuidae). De wetenschappelijke naam is voor het eerst geldig gepubliceerd in 1986 door Hacker & Weigert.
De soort komt voor in Europa.